# Гуцульские говоры
Гуцу́льские го́воры (также восточнокарпатские говоры; укр. гуцульський говір, гуцульські говірки, східнокарпатський говір, східнокарпатські говірки) — говоры украинской субэтнической группы гуцулов, распространённые на территории западной Украины (в горных районах восточной части Закарпатской области, западной части Черновицкой области и южной части Ивано-Франковской области), а также на севере Румынии (в жудеце Сучава). Вместе с поднестровскими, покутско-буковинскими и посанскими говорами входят в состав архаичной галицко-буковинской группы говоров юго-западного наречия украинского языка.
Гуцульские говоры разделяются на несколько диалектных зон с присущими для них языковыми особенностями, но по основным диалектным признакам гуцульский ареал в значительной степени характеризуется единством.
Гуцульские диалектные черты в той или иной мере использовались в произведениях художественной литературы такими авторами, как Г. М. Хоткевич, В. С. Стефаник и другими.

## Область распространения
Ареал гуцульских говоров размещён на западе Украины в области расселения представителей субэтнической группы гуцулов, известной под названием Гуцульщина. Данная область расположена в районе Карпатских гор. Согласно современному административному делению Украины, эта территория охватывает восточную часть Закарпатской области, западную часть Черновицкой области и южную часть Ивано-Франковской области. В Закарпатской области носители гуцульских говоров расселены в Раховском районе, в Черновицкой области — в Вижницком и Путильском районах, в Ивано-Франковской области — в Верховинском, Коломыйском, Косовском и Надворняном районах. Южная часть гуцульского ареала находится на территории Румынии в северной части жудеца Сучава — в приграничных районах с Украиной.
Ареал гуцульских говоров на севере, востоке и западе граничит с ареалами других говоров юго-западного украинского наречия: на севере — с ареалом поднестровских говоров, на востоке — с ареалом покутско-буковинских говоров, на западе — с ареалом закарпатских говоров, на северо-западе — с ареалом бойковских говоров. С юга к области распространения гуцульских говоров примыкает румынский языковой ареал. Западной границей распространения гуцульских говоров является Карпатский хребет, северо-восточная граница совпадает с границей исторической Перемышльской земли, на востоке граница гуцульского ареала не выражена явно, что отражает тесную связь гуцульских и покутско-буковинскох говоров. Центральную часть гуцульского ареала образуют говоры верховьев рек Прут, Черемош и Пугала.

## Особенности говоров
Основные фонетические особенности гуцульских говоров:
1. Наличие шестифонемного или семифонемного ударного вокализма, чаще всего представленного
 следующими схемами:

1. Безударный вокализм отражён в основном двумя схемами:

1. В некоторых говорах отмечается реализация фонемы /е/ в звуке [ä]: клäн (укр. литер. клен), сäрце (укр. литер. серце), берäза (укр. литер. береза).
2. Произношение как [ä] отмечается на месте фонемы /а/ в ударной позиции после мягких согласных: мн’äта (укр. литер. м’ята), лош’ä (укр. литер. лоша), ш’и́пка (укр. литер. шапка), в безударных слогах /а/ реализуется как /і/: гу́слінка (укр. литер. гуслянка), вечéр’іти (укр. литер. вечеряти).
3. На месте /и/ в ударном и безударном положениях выступает [е]: кре́ла (укр. литер. крила), же́то (укр. литер. жито «рожь»), беке́ (укр. литер. бики «быки»), реже [і]: вíмн’е (укр. литер. вим’я). В значительной степени последовательно [і] отмечается в префиксе ви-: ві́тратити, віпові́сти.
4. На месте этимологического /о/ в новых закрытых слогах помимо обычного рефлекса [і], распространены такие рефлексы, как [и], [ы], [у], [ÿ]: вин, вын, вун (укр. литер. він); виз, вуз (укр. литер. віз); мист, мÿист (укр. литер. міст «мост»).
5. Перед слогом с гласным верхнего подъёма у, і отмечается «уканье»: хоуді́м, гуд’íўл’а, кужу́х, реже «уканье» встречается в позиции перед гласным нижнего подъёма: похува́ти, схува́й.
6. Наличие мягкого согласного [р’]: коса́р’, веар’х.
7. Наличие мягких шипящих и аффрикат: жоўч’, душ’é.
8. Последовательная депалатализация /ц/, /с/, /з/, включая позицию в конце слова: хло́пец, на ву́лицу, шчос, кр’із.
9. Переход согласных /т’/ > [к’], /д’/ > [ґ’]: кі́ло (укр. литер. т′iло «тело»), ґíло (укр. литер. д′iло «дело»), к’éшко (укр. литер. тяжко), ґ’іт (укр. литер. дід).
10. Ассимиляция по назальности в группах дн, тн, лн > нн, н: пере́дний > пере́нний, ме́лник > ме́нник, ме́ник.
11. В части гуцульских говоров отмечается тенденция смещения ударения на первый слог: пи́ўниц’а, ко́мар, дри́жу, не́су, при этом в целом для гуцульских говоров характерно подвижное ударение и т. д.

В гуцульских говорах отмечаются следующие особенности в области морфологии:
1. Изменения в окончаниях существительных в форме дательного и местного падежей -им, -их, возникшие в результате фонетических процессов в гуцульских говорах: кон’иéм, пол’иéм, на кон’иéх, на пол’иéх.
2. Существительные с основами на -а, -ja в творительном падеже имеют флексии -оў, -еў: рукóў, землéў.
3. Наличие форм двойственного числа у существительных в сочетании с числительными два, три, чотири: дві йе́блуці, три ґ’íўці.
4. Превосходная степень сравнения прилагательных образуется с помощью частицы май: май здоро́вий, май кра́шчий.
5. Отсутствие эпентетического л’ в формах глаголов 1-го лица единственного числа и 3-го лица множественного числа настоящего и будущего времени: ба́вйу, ло́мйу, л’ýбйе.
6. Утрата конечного -т в формах глаголов 3-го лица единственного числа настоящего времени ІІ спряжения: вони́ хóдä, си́д’и.
7. Стяжение и контракция в сочетаниях гласных в формах глаголов 3-го лица единственного числа настоящего времени І спряжения: вони́ знат, співа́т и т. д.

В гуцульских говорах распространены следующие слова (так называемые гуцулизмы): цинíўка (укр. литер. кварта (пити воду)), постíў (укр. литер. леміш у плузі), усти́гва (укр. литер. капиця ціпа), старин’é (укр. литер. батьки), покоре́нок (укр. литер. покоління), люба (укр. литер. кохання), туск (укр. литер. туга, жаль) и многие другие.

## Говоры в художественной литературе
Литературно обработанные гуцульские говоры использовались в художественной литературе, в частности, в произведениях Г. М. Хоткевича («Каменная душа» — «Камінна душа», 1911) и О. Манчука («Жиб’ївські новелі»).
Ряд особенностей гуцульских говоров отмечаются в творчестве М. Черемшины, В. С. Стефаника, М. Влад, С. Пушика и других авторов.

## История изучения
Гуцульские говоры исследовались на всех языковых уровнях в процессе составления «Диалектологического атласа украинского языка» (Атлас української мови, том 2, 1988); «Карпатского диалектологического атласа» (С. Б. Бернштейн и другие, 1967); «Общекарпатского диалектологического атласа» (в. 1., 1989; в. 3., 1991; в. 4., 1993); «Лексического атласа гуцульских диалектов украинского языка» (A Lexical Atlas of the Hutsul Dialects of the Ukrainian Language, 1996), а также частично в процессе составления «Лингвистического атласа украинских народных говоров Закарпатской области УССР» (Лінгвістичний атлас українських народних говорів Закарпатської області УРСР, ч. 1—3, Дзендзелевский И. А., 1958—93). Изучению гуцульских говоров посвящены работы И. Робчука, Б. Кобылянского, В. Курашкевича, Я. Янива, Я. Ригера и других исследователей, лексика гуцульских говорах отражена в изданиях словарей С. Витвицкого, В. Шнайдера, В. Шухевича, В. Коржинского, О. Горбача, в «Словаре гуцульских говоров» (Словник гуцульських говірок) под редакцией Я. Закревской и в других работах.